# Джон Філіп Голланд
Джон Фі́ліп Го́лланд (англ. John Philip Holland, ірл. Seán Pilib Ó hUallacháin/Ó Maolchalann; 29 лютого 1840 — 12 серпня 1914) — ірландський інженер, винахідник. Вважається винахідником сучасної конструкції підводного човна.

## Біографічні дані
Народився у Лисканнорі (графство Клер, Ірландія), другою дитиною з чотирьох дітей в сім'ї Джона Голланда працівника Британської берегової служби та ірландки Мейре Ні Сканнлайн (ірл. Máire Ní Scannláin). Мовне середовище де він жив було ірландським, тому англійську опанував лише після того, як пішов до місцевої англомовної Національної школи. У 1858 році вступив в орден ірландської католицької Конгрегації братів у Христі (лат. Congregatio Fratrum Christianorum або англ. Irish Christian Brothers), у селі Енністимон. Згодом перебрався у місто Лімерик, де став працювати учителем. У подальшому викладав у багатьох місцях, у тому числі у Північному абатстві (англ. North Abbey) у графстві Корк.

### Початок

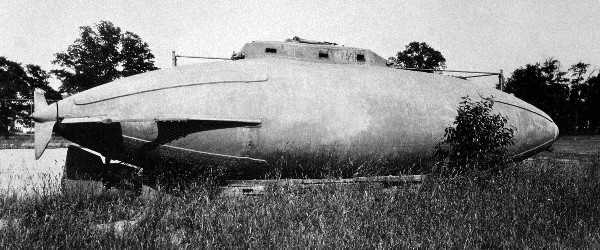
«Fenian Ram» («Holland Boat No. II»), 1881 рік

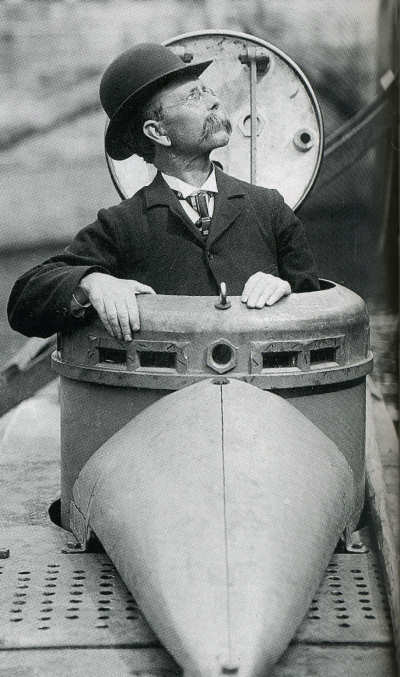
Джон Філіп Голанд на борту USS Holland (SS-1)

Ще вчителюючи в Ірландії, Голланд прочитав звіт про битву на рейді Гемптон-Роудс між броненосцями «Вірджинія» та «Монітор» часів Громадянської війни у США. Він зрозумів, що найкращим способом, атаки на такі кораблі є удар під ватерлінією з використанням підводного човна. Він розпочав конструювати такий апарат, але через відсутність фінансування припинив роботу.
У 1873 році Джон Голланд емігрував до США, де спочатку влаштувався на роботу в інженерну компанію, однак через короткий час продовжив працювати учителем, цього разу в католицькій школі в Патерсоні, (штат Нью-Джерсі).
Після прибуття до США, Голланд у Бостоні при ожеледиці послизнувся і зламав ногу. Перебуваючи у лікарні узявся за уточнення конструктивних особливостей свого підводного апарату, отримавши першу підтримку від священика Ісака Вілана (англ. Isaak Whelan).
У 1875 році розробив свій перший проект маленького підводного човна, що урухомлювався однією людиною з використанням ножного (педального) приводу. Проект було запропоновано військовому флоту США, але його визнали практично нездійсненним й винахіднику відмовили.
Підтримуючи активне співробітництво з революційною організацією Ірландського Республіканського Братства (англ. Irish Republican Brotherhood) для продовження своїх дослідницьких розробок Голланд отримував фінансову підтримку від феніанців. Кошти були такими, що винахідник мав змогу покинути викладацьку діяльність і зосередитись на своїх розробках. Ірландська підпільна організація хотіла використати його розробки для боротьби з британським флотом в інтересах визволення Ірландії.
У 1881 році підводний човен під офіційною назвою «Holland Boat No. II» (через фінансування ірландцями, газета «The Sun» у Нью-Йорку дала йому назву «Fenian Ram» — феніанський таран) за другим проектом Голланда було спущено на воду. Приводився апарат у рух від двоциліндрового бензинового двигуна Джорджа Брайтона потужністю 15 к.с. Та невдовзі, Голланд і феніанці розірвали відносини через фінансові суперечки як у самій організації так і між організацією та винахідником. Феніанці у листопаді 1883 року викрали два експериментальні човни другого і третього («Holland III») проектів й відтранспортували їх до Нью-Гейвена (штат Коннектикут) та виявили що ніхто, крім Голанда не знає як таким апаратом керувати. Сам Голланд відмовив у допомозі.

### Визнання від військових

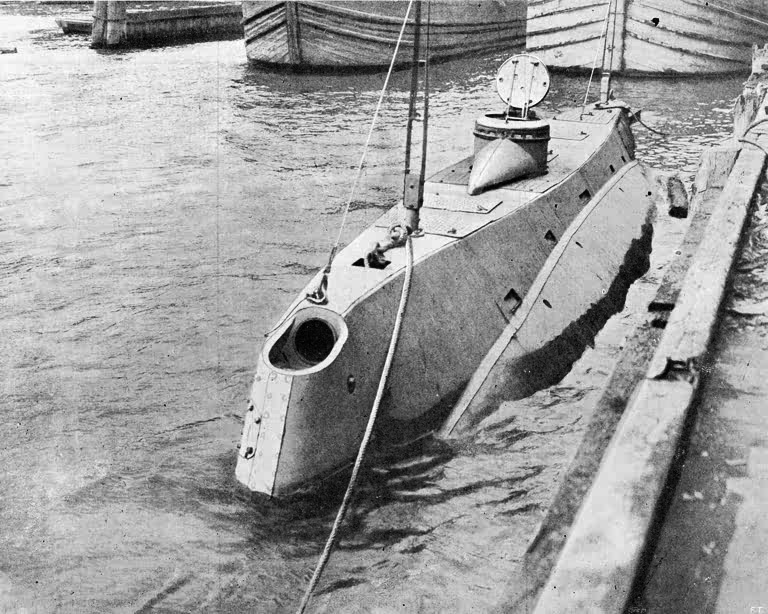
USA USS Holland (SS-1), 1898 рік

У 1883 році Голланд заснував компанію «Holland torpedo-boat company». Він продовжив працювати над удосконаленням конструкції підводного човна.
Нарешті збудований власним коштом у 1897 році човен за проектом «Голланд VI» після тривалих перевірок 11 квітня 1900 року був проданий американському військово-морському флоту і 13 жовтня того ж року вступив у стрій під назвою USS Holland (SS-1), ставши першим підводним човном Військово-морських сил США. Човен мав водотоннажність 100 тонн, 1 гребний гвинт, бензиновий двигун Отто Дейца потужністю 160 кінських сил для надводного ходу і електродвигун потужністю 70 к.с. для підводного ходу. Човен мав на озброєнні один торпедний апарат з трьома торпедами. Швидкість надводного ходу становила 9 вузлів, підводного — 7 вузлів. Район плавання у надводному режимі — 200 миль, під водою — 30 миль. Запас повітря дозволяв екіпажу провести під водою до 12 годин.
Шість суден цього типу було замовлено й збудовано під керівництворм Артура Буша, головного конструктора верфі «Кресенд» (англ. Crescent Shipyard) у місті Елізабет.
Проект «USS Holland» використовувався як прототип іншими розробниками, у тому числі Королівським ВМФ, який рзпочав будівництво підводних човнів типу «Holland» та Імперським флотом Японії, який замовив будівництво перших п'яти підводних човнів на базі цього проекту. Ці апарати були на три метри довшими від прототипу й будувались під керівництвом Артура Буша на суднобудівному заводі «Fore River Ship and Engine Company» в Квінсі (штат Массачусетс).
Прототип четвертої моделі підводного човна, що відомий під назвою «Zalinski Boat» був результатом співпраці Голланда з американським винахідником польського походження Едмундом Залінським (англ. Edmund Ludwig Zalinski). Ця конструкція була оснащена пневматичним торпедним апаратом конструкції Залінського.
Присвятивши 57 з 74 років свого життя будівництву підводних човнів, Джон Філіп Голланд помер у 1914 році.

## Патенти Голланда
- U.S. Patent 239 046 Screw Propeller
- U.S. Patent 337 000 Hydrocarbon Engine
- U.S. Patent 472 670 Submergible
- U.S. Patent 491 051 Submarine Gun
- U.S. Patent 492 960 Steering Apparatus
- U.S. Patent 522 177 Submarine Boat
- U.S. Patent 537 113 Submerigible Boat
- U.S. Patent 681 221 Submarine Boat
- U.S. Patent 681 222 Submarine Boat
- U.S. Patent 683 400 Submarine Boat
- U.S. Patent 684 429 Visual Indicator
- U.S. Patent 693 272 Auto Dive Mechanism
- U.S. Patent 694 153 Auto Ballast
- U.S. Patent 694 154 Submarine Boat
- U.S. Patent 694 643 Submarine Boat
- U.S. Patent 696 971 Firing Valve
- U.S. Patent 696 972 Submarine Boat
- U.S. Patent 702 728 Submarine Boat
- U.S. Patent 702 729 Submarine Boat
- U.S. Patent 706 561 Submarine Boat
- U.S. Patent 708 552 Submarine Gun
- U.S. Patent 708 553 Submarine Boat
- U.S. Patent 815 350 Submarine Boat